# Messerschmitt Bf.110

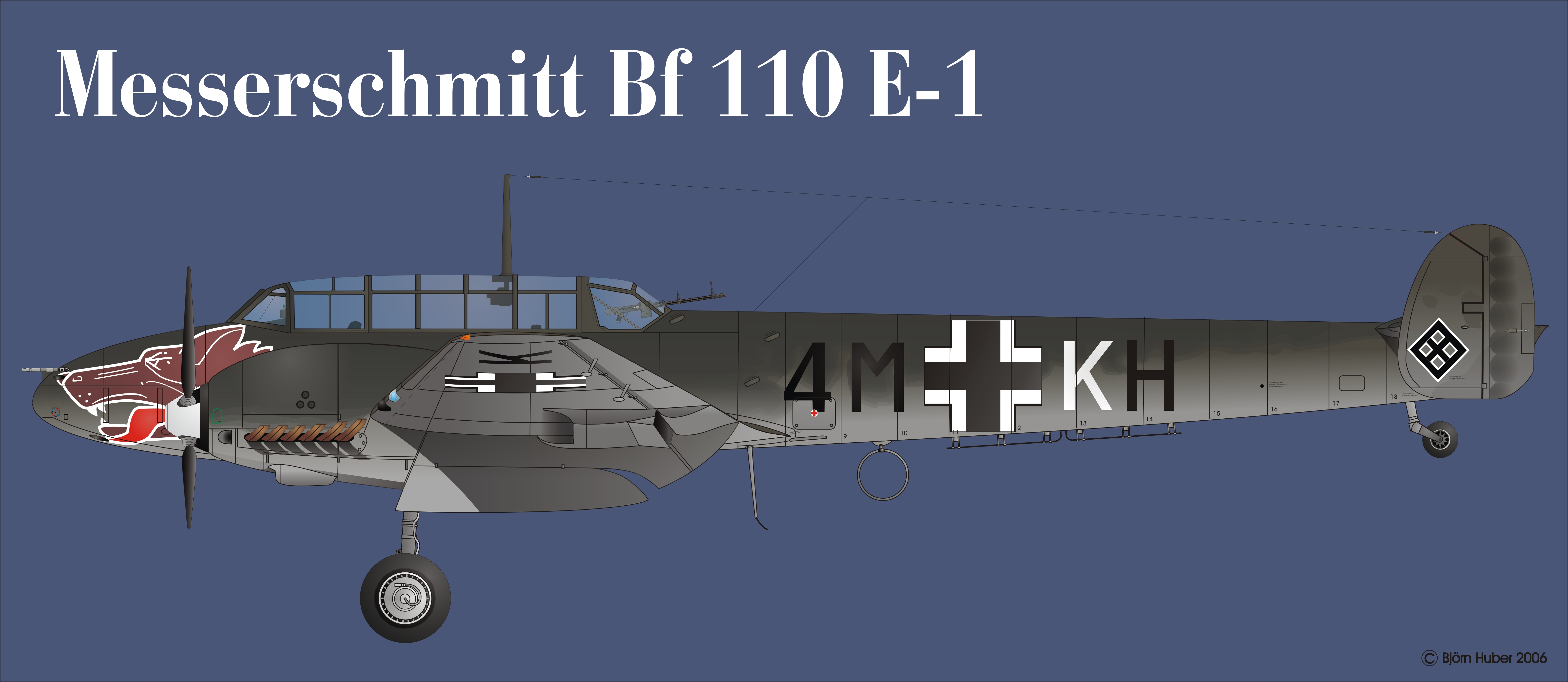
Мессершмитт Bf.110

Мессершмитт Bf.110 — двухмоторный тяжёлый истребитель многоцелевого назначения на службе Люфтваффе во время Второй мировой войны, в дальнейшем был переквалифицирован в истребитель-бомбардировщик и ночной истребитель-перехватчик.

## Разработка
В 1934 году в нескольких странах Европы проводились разработки стратегического истребителя. В Германии Имперское Министерство авиации (RLM) выпустило спецификацию на двухдвигательный, трёхместный, с цельнометаллическим монопланом, вооружённый авиапушками и способный нести бомбовую нагрузку истребитель широкого применения.
Концепция многоцелевого самолёта настолько захватила воображение Геринга, что для проектирования он определил самые сжатые сроки. Задание на проектирование было выдано нескольким фирмам. Параллельно шла разработка двигателей. После рассмотрения проектов к постройке опытных образцов были допущены три фирмы: Bayerische Flugzeugwerke, Focke-Wulf и Henschel.
Разработка стратегического двухдвигательного истребителя началась на фирме Bayerische Flugzeugwerke под руководством В. Мессершмитта в 1934 году. В 1935 году было построено три прототипа Bf.110. Прототип Bf.110V1 впервые поднялся в воздух 12 мая 1936 года (лётчик-испытатель Р. Хуопиц).
В январе 1937 года в испытательном центре в Рехлине прошли сравнительные испытания Focke-Wulf Fw 57, Henschel Hs 124 и Bf.110, по результатам которых последний был принят на вооружение и запущен в серийное производство.
Испытывая проблемы с поставкой двигателей DB 600, Мессершмитт был вынужден заменить их двигателями Jumo 210B, которые были недостаточно мощными и могли разогнать Bf.110 только до 430 км/ч. Вооружение также было ослаблено до четырёх пулеметов MG-17.
В последние месяцы 1938 года удалось решить проблемы поставки двигателей DB 601 B-1. С новыми двигателями скорость Bf.110 увеличилась до приемлемых 537 км/ч при дальности примерно 1100 км.

## Боевое применение
Bf.110 был впервые применён во время вторжения немецких войск в Польшу в сентябре 1939 года. Самолёт широко использовался при агрессии против Дании, Норвегии, Голландии, Бельгии, Франции, Великобритании, Греции, Югославии. Применялись Bf.110 также в Северной Африке, поддерживали повстанцев в Ираке в мае 1941 года.
Опыт, полученный во время военных действий в Норвегии и выявивший нехватку боевого радиуса действия, вылился в новую модификацию Bf.110D — тяжёлый истребитель дальнего действия (нем. Langstrecken Zerstörer).

### Битва за Британию
Битва за Британию выявила фатальную неспособность Bf.110 противостоять одномоторным истребителям противника. Его размер и вес означали высокую удельную нагрузку на крыло, что ограничивало маневренность. К тому же, хотя Bf.110 имел значительно большую скорость, чем его основной противник — Hawker Hurricane, он гораздо хуже ускорялся. Тем не менее, Bf.110 хорошо подходил для дальнего эскорта бомбардировщиков и не имел проблем с ограниченным радиусом действия, как Bf.109E. Действуя в верхнем прикрытии, пилоты использовали тактику «ударил-убежал»: они пикировали на врага, давали очередь из мощного носового вооружения с большого расстояния и отходили на прежние позиции. Находившиеся ниже и имевшие меньшую скорость британские самолёты были вынуждены вести оборонительный бой. В целом за время битвы было потеряно 223 Bf.110.
В 1944 году один из Bf.110 был подбит над Германией английским бомбардировщиком и совершил вынужденную посадку в Швейцарии. Чтобы секреты самолёта, в частности, радар, не попали в руки англичан, немцы договорились уничтожить самолёт в Швейцарии, передав за это Швейцарии 12 самолётов Ме-109.

### Другиетеатры военных действий
После битвы за Британию соединения, вооружённые Bf.110, переместили на средиземноморский и восточноевропейский театры военных действий. В 1941 году приоритет производства Bf.110 был понижен в ожидании замены моделью Messerschmitt Me.210. За это время были разработаны две версии Bf.110 — модели E и F. Модель E, как истребитель-бомбардировщик (Zerstörer Jabo), в дополнение к центральному бомбодержателю была снабжена четырьмя подкрыльевыми бомбодержателями ETC-50. Изначально Bf.110E-1 оснащались двигателями DB 601B, но сразу перешли на DB 601P, когда последние стали выпускаться в достаточном количестве. Кроме того, модель E имела улучшенное бронирование и усиленный фюзеляж, чтобы выдерживать дополнительный вес. Большинство пилотов Bf.110E считали его медленным и не отзывчивым.
Bf.110F был оснащён новыми двигателями DB 601F мощностью 1350 л. с. (почти вдвое более мощными, чем Junkers Jumo, стоявшими на первых образцах), что позволило усилить бронирование и конструкцию без вреда для характеристик.
Хотя неудачный Messerschmitt Me.210 поступил на вооружение в середине 1941, объёмов производства и энтузиазма пилотов не хватало, чтобы полностью заменить Bf.110. Для модернизации устаревшей модели F был разработан Bf.110G. На этой модели устанавливались двигатели DB 605B, развивавшие у земли в экстренном режиме мощность 1475 л. с. и 1355 л. с. — на высоте. Аэродинамика и носовое вооружение Bf.110G также подверглись улучшению. Большое количество вариантов дополнительного оборудования (Rüstsätze) сделало серию G самой гибкой из всех Bf.110.

### Советско-германский фронт
На советско-германском фронте эти самолёты применялись мало. Имелись в составе SKG 210 (2 воздушный корпус), ZG 26 (8 воздушный корпус), StG 77, KG55, StG1, LG2. В основном они использовались в качестве истребителей-бомбардировщиков. При атаке же воздушной цели успех сопутствовал им только в условиях внезапности. Если завязывался маневренный бой, то Bf.110 проигрывал даже истребителям устаревших типов (известен случай, когда летом 1941 года под Таганрогом советский лётчик на И-15 сбил сразу 3 Bf.110). По мере появления на фронте большого количества Як-1 и ЛаГГ-3 потери Bf.110 существенно увеличились, и на задания им приходилось летать в сопровождении Bf.109. Летом 1943 года почти все уцелевшие Bf.110 были отозваны с Восточного фронта в состав воздушного командования «Рейх» (ПВО Германии). К концу войны самолёт стал основным немецким ночным истребителем.

### Ночной истребитель

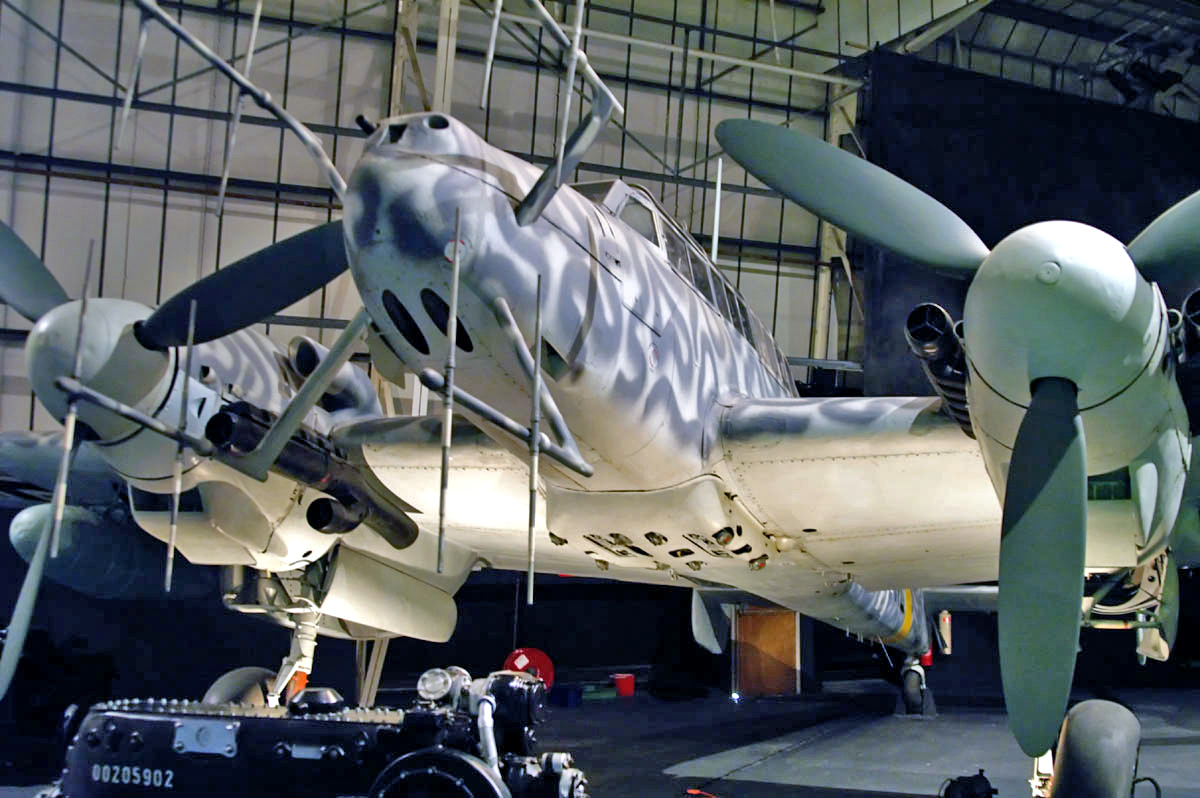
Bf-110 G-4 в музее RAF (Royal Air Force) в Лондоне. На носу видны антенны радара «Lichtenstein».

С началом ночных налётов английской авиации на промышленные объекты Германии Bf.110D достаточно эффективно использовался в качестве ночного истребителя. Благодаря мощному вооружению и способности нести радар Bf.110 получил великолепный шанс продолжить воевать в ночном небе, хотя его радиус действия оценивался как недостаточный. В модификации Bf 110 G-4 устанавливался радар FuG 202/220 «Lichtenstein». Оператор радара, размещавшийся между пилотом и стрелком, увеличил экипаж до трёх человек. Ночные истребители часто комплектовались установкой «неправильная музыка».

## Модификации
- Bf 110 A-серия — прототипы с двумя двигателями Jumo 210.

Bf 110 A-0 — Предсерийная модификация.
- Bf 110 B-серия — Мелкосерийная модификация с двумя двигателями Jumo 210.
- Bf 110 B-0 — Первый предсерийный вариант, то же, что и B-1.

Bf 110 B-1 — Zerstörer, четыре 7,92-мм пулемёта MG 17 и две 20-мм пушки MG FF, смонтированные на носу фюзеляжа.
Bf 110 B-2 — Разведчик, обе пушки MG FF демонтированы, добавлены различные модели фотокамер.
Bf 110 B-3 — Тренировочный. Пушки MG FF демонтированы, дополнительное радио оборудование. Некоторые B-1 были переделаны в B-3s.
- Bf 110 C-серия — первая крупносерийная, двигатели DB 601.

Bf 110 C-1 — Zerstörer, двигатели DB 601 B-1.
Bf 110 C-2 — Zerstörer, радиостанция FuG III заменена на FuG 10.
Bf 110 C-3 — Zerstörer, является переоборудованными C-1 и C-2 до стандарта C-4.
Bf 110 C-4 — Zerstörer, пушки MG-FF сменены на МG-FF/M, заменена рация, модифицированный фонарь.
Bf 110 С-4/B — был переименован и официально выпущен как Bf 110 С-7
Bf 110 C-5 — Разведчик, основанный на C-4, пушки MG FF демонтированы, установлена фотокамера Rb 50/30, двигатели заменены на DB 601P
Bf 110 C-6 — экспериментальный Zerstörer, добавлена 30-мм пушка MK 101 в гондолу под фюзеляжем, двигатели DB 601P.
Bf 110 C-7 — Производства лета 1940 — Истребитель-бомбардировщик, два бомбодержателя ETC-500, двигатели DB 601P, усиленные стойки шасси. Должен был называться С-4/B, но выпущен как С-7.
Производства начала 1941 — переоборудованные С-1, С-2, С-4, с новой бронёй, двигателями и бомбодержателями. (Проводились испытания с двумя 1000кг)
- Bf 110 D-серия — Тяжёлый истребитель/истребитель-бомбардировщик, основан на C-серии.

Bf 110 D-0 — Прототип, основанный на C-3 с установленным 1200 литровым топливным баком, называемым Dackelbauch («живот таксы»).
Bf 110 D-1 — Zerstörer дальнего действия, дополнительный топливный бак «живот таксы».
Bf 110 D-1/R2 — Zerstörer дальнего действия, демонтирован топливный бак «живот таксы» и замещен двумя 900-литровыми сбрасываемыми баками под крыльями.
Bf 110 D-2 — Zerstörer дальнего действия, два крыльевых сбрасываемых 300-литровых бака, и подфюзеляжный бомбодержатель ETC 500.
Bf 110 D-3 — Zerstörer дальнего действия. Удлиненный хвост, два крыльевых 300-литровых бака или 900-литровые сбрасываемые баки, бомбодержатель ETC-500.
- Bf 110 E-серия — Истребитель-бомбардировщик, усилен каркас, бомбовая нагрузка до 1200 килограмм.

Bf 110 E-0 — Опытная серия с двигателями DB601B, по два бомбодержателя ETC50 под каждым крылом, вооружение, схожее с C-4.
Bf 110 E-1 — Двигатели DB601P.
Bf 110 E-2 — Двигатели DB601P, модификации фюзеляжа те же, что и для D-3.
Bf 110 E-3 — Разведчик дальнего действия.
- Bf 110 F-серия — То же, что и серия E, дополнительно усилен каркас, лучшее бронирование, два двигателя DB601F мощностью по 1350 л. с. (1010 кВт).

Bf 110 F-1 — Истребитель-бомбардировщик.
Bf 110 F-2 — Zerstörer дальнего действия, часто использовался против союзников как бомбардировщик.
Bf 110 F-3 — Разведчик дальнего действия.
Bf 110 F-4 — Первый, специально разработанный, ночной истребитель. Экипаж 3 чел.
- Bf 110 G-серия — Улучшенная F-серия: два двигателя DB 605B мощностью по 1475 л. с. (1100 кВт), увеличена площадь рулей.

Bf 110 G-1 — Не производился.
Bf 110 G-2 — Истребитель-бомбардировщик, часто использовался как бомбардировщик против союзников. Экипировался ракетами.
Bf 110 G-3 — Разведчик дальнего действия.
Bf 110 G-4 — Ночной истребитель, экипаж 3 человека. Радар FuG 202/220 Lichtenstein, опционально установка «Неправильная музыка».
- Bf 110 H-серия — Последняя версия, то же, что и G-серия, не вышел из стадии прототипа.

Производство Bf.110 на фирмах Messerschmitt AG и Focke-Wulf продолжалось до 1941 года. На фирмах MIAG и Gotha производство самолёта было остановлено, соответственно, в октябре и декабре 1941 года. Ожидалось, что его заменит Me-210, но тот оказался неудачным, и в феврале производство было возобновлено и продолжалось до марта 1945 года. В общей сложности было изготовлено 6050 самолётов.

## Стоял на вооружении
- Германия
- Венгрия
- Италия
- Румыния
- СССР (трофейные)